# Petite-Rivière-de-l'Artibonite
Petite-Rivière-de-l'Artibonite este o comună din arondismentul Dessalines, departamentul Artibonite, Haiti, cu o suprafață de 506,71 km2 și o populație de 155.272 locuitori (2009).